# Docteur Boris
Docteur Boris è una serie televisiva ivoriana creata nel 2006 e diretta dal regista ivoriano Michaël Konan Mikayo, prodotta in Costa d'Avorio. 
Presentata al 28º Festival di Cinema Africano di Verona.

## Trama
Boris è un giovane medico di una clinica di Abidjan. Da una parte svolge seriamente il suo lavoro, dall'altro conduce una vita privata aperta ai venti delle realtà africane quotidiane. Il dottore dà il nome a una serie televisiva di allegra satira sociale, distribuita in molti paesi dell'Africa Occidentale oltre che in Costa d'Avorio.